# Comuna Șoimari, Prahova
Șoimari este o comună în județul Prahova, Muntenia, România, formată din satele Lopatnița, Măgura și Șoimari (reședința). La recensământul din 2011 avea 3026 de locuitori.

## Așezare
Comuna se află pe cursul superior al râului Lopatna, în bazinul hidrografic al Cricovului Sărat. Este traversată de șoseaua județeană DJ100M, care o leagă spre nord de Surani și Cărbunești, și spre sud de Podenii Noi.

## Demografie
Componența etnică a comunei Șoimari
     Români (92,26%)
     Alte etnii (7,74%)
Componența confesională a comunei Șoimari
     Ortodocși (88,63%)
     Penticostali (3,18%)
     Alte religii (0,23%)
     Necunoscută (7,97%)
Conform recensământului efectuat în 2021, populația comunei Șoimari se ridică la 2.611 locuitori, în scădere față de recensământul anterior din 2011, când fuseseră înregistrați 3.026 de locuitori. Majoritatea locuitorilor sunt români (92,26%). Din punct de vedere confesional, majoritatea locuitorilor sunt ortodocși (88,63%), cu o minoritate de penticostali (3,18%), iar pentru 7,97% nu se cunoaște apartenența confesională.

## Politică și administrație
Comuna Șoimari este administrată de un primar și un consiliu local compus din 11 consilieri. Primarul, Laurențiu Ion Bădica[*], de la Partidul Social Democrat, este în funcție din 2016. Începând cu alegerile locale din 2024, consiliul local are următoarea componență pe partide politice:
|  | Partid                          | Consilieri | Componența Consiliului | Componența Consiliului | Componența Consiliului | Componența Consiliului |
|  | ------------------------------- | ---------- | ---------------------- | ---------------------- | ---------------------- | ---------------------- |
|  | Partidul Social Democrat        | 4          |                        |                        |                        |                        |
|  | Alianța pentru Unirea Românilor | 2          |                        |                        |                        |                        |
|  | Partidul România în Acțiune     | 2          |                        |                        |                        |                        |
|  | Partidul Național Liberal       | 1          |                        |                        |                        |                        |
|  | Alianța Dreapta Unită           | 1          |                        |                        |                        |                        |
|  | Partidul Puterii Umaniste       | 1          |                        |                        |                        |                        |

## Istorie
La sfârșitul secolului al XIX-lea, comuna Șoimari se afla în plasa Podgoria și era formată din satele Șoimari și Atârnați (vechiul nume al satului Măgura), având în total o populație de 2101 locuitori. În comună se aflau 3 mori de apă pe râul Lopatna, o moară cu aburi, o școală mixtă și o biserică ortodoxă. Anuarul Socec din 1925 consemnează comuna în aceeași plasă și cu aceeași alcătuire, populația fiind de 2962 de locuitori.
În 1950, comuna a fost arondată raionului Teleajen din regiunea Prahova, apoi (după 1952) din regiunea Ploiești. În 1959, conducerea raionului a decis înființarea satului Lopatnița din ramura nordică a satului Șoimari. Satul Atârnați (transferat pe atunci, temporar, comunei Matița) a luat în 1964 numele de Măgura. În 1968, comuna a redevenit parte a județului Prahova, reînființat.